# Dörfles (Gemeinde Willendorf)
Dörfles ist eine Ortschaft in der Gemeinde Willendorf in Niederösterreich.

## Geografie
Die Ortschaft befindet sich nordöstlich von Willendorf und südöstlich der Fischauer Vorberge an einem Eingang in die Neue Welt, der Senke zwischen den Fischauer Vorbergen und der Hohen Wand, die durch die Landesstraße L4075 erschlossen ist. Dörfles liegt an der Schneebergbahn und wird durch die Station Urschendorf bedient.

## Geschichte
Laut Adressbuch von Österreich waren im Jahr 1938 in Dörfles ein Gastwirt, ein Gemischtwarenhändler, ein Sägewerk und ein Schuster ansässig.

## Persönlichkeiten
- Barbara Steiner (* 1964), Kunsthistorikerin, Kuratorin, Autorin und Herausgeberin